# ألكسندر ديتياتين
ألكسندر ديتياتين (Alexander Dityatin) (الروسية: Алекса́ндр Никола́евич Дитя́тин) هو لاعب أولمبي لرياضة الجمباز من الاتحاد السوفييتي. شارك في الأولمبياد الصيفي في 1976–1980، وفاز بما مجموعه 10 ميدالية.

## الميداليات
| ذهب | فضة | برونز | المجموع |
| 3   | 6   | 1     | 10      |

## روابط خارجية
- ألكسندر ديتياتين على موقع الاتحاد الدولي للجمباز (licence) (الإنجليزية)
- ألكسندر ديتياتين على موقع الاتحاد الدولي للجمباز (biography) (الإنجليزية)
- ألكسندر ديتياتين على موقع اللجنة الأولمبية الدولية (الإنجليزية)
- ألكسندر ديتياتين على موقع أوليمبيديا (الإنجليزية)